# Código Morse japonés
Al tener un sistema de escritura propio, el Código Morse se tuvo que adaptar al japonés. 
Lógicamente, la complejidad y alto número de los kanjis (sinogramas) los excluyó del sistema el cual se basaba exclusivamente en kanas (caracteres silábicos).
Cabe destacar que en este código todavía había un espacio para los caracteres obsoletos ゐ y ゑ y que para marcar el dakuten o el handakuten hace falta telegrafiarlos después del carácter simple.
Debajo hay una tabla de equivalencias entre el carácter y el código. Los caracteres están ordenados según su orden de aparición en el poema japonés iroha.
| Kana     | Código     | Kana            | Código     |
| -------- | ---------- | --------------- | ---------- |
| イ (i)   | ・－       | ノ (no)         | ・・－－   |
| ロ (ro)  | ・－・－   | オ (o)          | ・－・・・ |
| ハ (ha)  | －・・・   | ク (ku)         | ・・・－   |
| ニ (ni)  | －・－・   | ヤ (ya)         | ・－－     |
| ホ (ho)  | －・・     | マ (ma)         | －・・－   |
| ヘ (he)  | ・         | ケ (ke)         | －・－－   |
| ト (to)  | ・・－・・ | フ (fu)         | －－・・   |
| チ (chi) | ・・－・   | コ (ko)         | －－－－   |
| リ (ri)  | －－・     | エ (e)          | －・－－－ |
| ヌ (nu)  | ・・・・   | テ (te)         | ・－・－－ |
| ル (ru)  | －・－－・ | ア (a)          | －－・－－ |
| ヲ (wo)  | ・－－－   | サ (sa)         | －・－・－ |
| ワ (wa)  | －・－     | キ (ki)         | －・－・・ |
| カ (ka)  | ・－・・   | ユ (yu)         | －・・－－ |
| ヨ (yo)  | －－       | メ (me)         | －・・・－ |
| タ (ta)  | －・       | ミ (mi)         | ・・－・－ |
| レ (re)  | －－－     | シ (shi)        | －－・－・ |
| ソ (so)  | －－－・   | ヱ (we)         | ・－－・・ |
| ツ (tsu) | ・－－・   | ヒ (hi)         | －－・・－ |
| ネ (ne)  | －－・－   | モ (mo)         | －・・－・ |
| ナ (na)  | ・－・     | セ (se)         | ・－－－・ |
| ラ (ra)  | ・・・     | ス (su)         | －－－・－ |
| ム (mu)  | －         | ン (n)          | ・－・－・ |
| ウ (u)   | ・・－     | ゛ (dakuten)    | ・・       |
| ヰ (wi)  | ・－・・－ | ゜ (handakuten) | ・・－－・ |

- Datos: Q3179954